# Jean-Marie Lustiger
Jean-Marie Lustiger (pronuncia francese:  [ʒɑ̃ maˈʁi lystiˈʒe]), nato Aaron Lustiger (Parigi, 17 settembre 1926 – Parigi, 5 agosto 2007) è stato un cardinale e arcivescovo cattolico francese.

## Biografia
Nacque a Parigi da una famiglia di ebrei polacchi, che si era stabilita in Francia precedentemente alla prima guerra mondiale. Quando i nazisti occuparono la Francia nel 1940, i suoi genitori lo mandarono a vivere presso una famiglia cristiana a Orléans. Si convertì al cattolicesimo e ricevette il battesimo il 21 agosto 1940. La sua famiglia fu invece deportata: sua madre e sua sorella morirono nel campo di concentramento di Auschwitz, mentre suo padre riuscì a sopravvivere. Compì gli studi superiori alla Sorbona, dove ottenne la laurea in arti, e all'Institut catholique de Paris.

### Ministero sacerdotale
Venne ordinato diacono il 29 giugno 1953 e presbitero il 17 aprile dell'anno successivo in entrambe le occasioni dal vescovo Émile Blanchet (poi arcivescovo). Dal 1954 al 1959, svolse il ruolo di aumônier (cappellano, letteralmente elemosiniere) all'Università di Parigi. Dal 1959 al 1969, fu direttore del Centre Richelieu, che forma i cappellani universitari. Dal 1969 al 1979, fu parroco della chiesa di Santa Giovanna de Chantal, nel XVI arrondissement di Parigi.

### Ministero episcopale e cardinalato

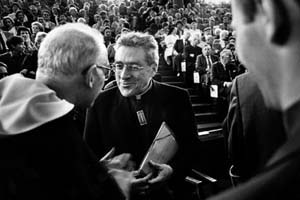
Il cardinale nel 1987

Il 10 novembre 1979 fu nominato, da papa Giovanni Paolo II, vescovo di Orléans; ricevette l'ordinazione episcopale l'8 dicembre successivo dal cardinale François Marty, coconsacranti l'arcivescovo Eugène-Marie Ernoult e il vescovo Daniel-Joseph-Louis-Marie Pézeril.
Il 31 gennaio 1981 fu nominato arcivescovo metropolita di Parigi e il successivo 12 marzo ordinario per i fedeli di rito orientale in Francia.
Fu creato cardinale presbitero del titolo dei santi Marcellino e Pietro nel concistoro del 2 febbraio 1983; il 26 novembre 1994 optò per il titolo di san Luigi dei Francesi.
Domenica 3 luglio 1988 celebrò nella cattedrale di Notre-Dame la messa tridentina per la prima volta dal 1969. È stato uno dei cardinali che ha celebrato la Messa tridentina dopo la Riforma liturgica.
Nel 1995 fu nominato membro della Académie française.
L'11 febbraio 2005, furono accettate le sue dimissioni dalla sede arcivescovile di Parigi, mentre il 14 marzo successivo quelle dall'ordinariato di Francia per i fedeli di rito orientale.
In qualità di cardinale elettore partecipò al conclave del 2005, che portò all'elezione di papa Benedetto XVI.
Al compimento dell'ottantesimo compleanno uscì dal novero dei cardinali elettori, perdendo il diritto il partecipare a un conclave.
Concesse la sua ultima apparizione pubblica il 31 maggio 2007, quando si congedò dai suoi colleghi dell'Académie française. Morì il 5 agosto 2007, all'età di 80 anni,  in una clinica della periferia di Parigi, dopo aver inutilmente combattuto, sin dal mese di aprile, contro un cancro al polmone e delle metastasi ossee. La sua morte venne pubblicamente annunciata dall'allora presidente francese Nicolas Sarkozy; i funerali vennero celebrati nella cattedrale di Notre-Dame di Parigi, il 10 agosto seguente. La salma è stata poi tumulata nella cripta degli arcivescovi in cattedrale.

## Posizioni teologiche, morali, sociali e su temi politici
Sostenne l'autorità del papa in tutte le aree della teologia e della morale: «Vi sono opinioni e vi è la Fede», disse nel 1997, «Quando è attinente alla Fede, sono d'accordo con il papa perché io sono un responsabile della Fede». Notevole era il suo sostegno alle vedute del pontefice di fronte alla grande ostilità del cattolicesimo liberale e del clima generale di anticlericalismo sempre vivi in Francia.
Fu un oppositore a viso aperto del razzismo e dell'antisemitismo, sia in virtù della sua fede cristiana che delle sue origini ebraiche, e fu fortemente critico verso Jean-Marie Le Pen, leader del Front National, la cui xenofobia venne paragonata al nazismo. Disse: «Sappiamo da circa 50 anni che le teorie della disuguaglianza razziale possono essere letali... non meritano altra reazione che l'indignazione», aggiungendo che «la Fede cristiana afferma che tutti gli esseri umani sono uguali nella loro dignità perché tutti sono stati creati a immagine di Dio».
Grande comunicatore, fu particolarmente attento ai mass media e diede impulso allo sviluppo in Francia di canali radio-televisivi cattolici. Istituì anche un nuovo seminario per la formazione dei sacerdoti, scavalcando le restrizioni dello stato francese, estremamente laico.
Fortemente convinto del celibato sacerdotale, come ordinario per i cattolici di rito orientale residenti in Francia, evitò spesso la nomina di sacerdoti maroniti o uniati ucraini sposati.
Nel presentare la morale tradizionale cattolica riuscì in genere a schivare o a deviare l'attenzione in modo che non si creasse un acceso dibattito in sua presenza.
Si ricorda il suo sostegno all'azione di protezione e ospitalità offerta dal curato di St. Bernard-de-la-Chapelle, che nel 1996 accettò l'occupazione della sua parrocchia da parte di un gruppo di immigranti illegali. In seguito il cardinale dimostrò meno simpatia per queste occupazioni.

### Controversie con il liberalismo
Divenuto vescovo di Orléans, evitò qualsiasi riferimento al suo predecessore liberale Guy-Marie-Joseph Riobé. Quando divenne arcivescovo di Parigi, incoraggiò un certo numero di sacerdoti liberali a ritornare allo stato laicale. Fu particolarmente influente nella nomina del suo vescovo ausiliare conciliare moderato Georges Gilson alla diocesi di Le Mans, sostituendo chierici anziani con uomini più giovani, ma di vedute simili alle sue. Ufficialmente si disse favorevole all'ecumenismo, ma pronunciò un'omelia molto critica dell'anglicanesimo quando ricevette l'arcivescovo di Canterbury Robert Runcie nella cattedrale di Notre-Dame.
Nel 1981 il ministro francese dell'istruzione Savary propose una riduzione degli aiuti statali all'istruzione privata. L'arcivescovo, allora, organizzò una protesta di massa a Versailles. Poco dopo si ebbe la caduta del governo Mauroy.
Nel 1995 Lustiger ebbe un ruolo chiave nella deposizione di Jacques Gaillot, vescovo di Évreux che fu nominato vescovo titolare di Partenia.

### Il rapporto con l'ebraismo
È stato l'unico alto prelato cattolico dei tempi moderni che fosse nato (e che si considerasse sempre) ebreo, un fatto che lo rese inevitabilmente una figura controversa. Lui affermava di essere orgoglioso delle sue origini ebraiche e si auto-descriveva come un "ebreo completo" (ed era considerato l'unico prelato cattolico a parlare correntemente la lingua yiddish). Quando diventò arcivescovo di Parigi, disse: «Io sono nato ebreo e così rimango, anche se questo può essere inaccettabile per molti. Per me, la vocazione di Israele è quella di portare luce ai goyim. Questa è la mia speranza e credo che il cristianesimo sia il mezzo per raggiungere questo scopo». (In questa sua affermazione, utilizzava la parola "Israele" intendendola come popolo giudaico e non come un riferimento allo stato di Israele).
Osservazioni come questa offesero alcuni ebrei, che gli negarono il diritto a proclamarsi ebreo, sebbene secondo la halakhah, la legge religiosa ebraica, fosse ancora da considerarsi ebreo anche dopo la conversione a un'altra religione. Altri sostennero che "ebreo" fosse anche una designazione etnica così come religiosa, e che avesse diritto di auto-definirsi come tale in questo senso. Il fatto storico era la sua classificazione come ebreo sotto le leggi antisemitiche della Germania nazista e della Francia di Vichy. Il suo strenuo sostegno allo stato d'Israele, che contrasta con la posizione ufficiale della Santa Sede, ufficialmente neutrale, gli guadagnò qualche favore dall'opinione pubblica ebraica.
Nel 1988 ricevette il Premio Nostra Aetate per l'avanzamento delle relazioni ebraico-cattoliche dal "Center for Christian-Jewish Understanding", un'istituzione americana interreligiosa dell'Università cattolica americana del Sacro Cuore di Fairfield (Connecticut). L'Anti-Defamation League, un'organizzazione ebraica di difesa dei diritti civili, protestò perché riteneva inappropriato onorarlo, in quanto aveva abbandonato la fede ebraica in cui era nato. «Va bene averlo come interlocutore a una conferenza o a un colloquio», si è espresso il direttore americano della lega Abraham Foxman, «ma non ritengo che dovrebbe ricevere onori, poiché si è convertito e ciò lo rende un cattivo esempio».

## Genealogia episcopale e successione apostolica
La genealogia episcopale è:
- Cardinale Scipione Rebiba
- Cardinale Giulio Antonio Santori
- Cardinale Girolamo Bernerio, O.P.
- Arcivescovo Galeazzo Sanvitale
- Cardinale Ludovico Ludovisi
- Cardinale Luigi Caetani
- Cardinale Ulderico Carpegna
- Cardinale Paluzzo Paluzzi Altieri degli Albertoni
- Papa Benedetto XIII
- Papa Benedetto XIV
- Papa Clemente XIII
- Cardinale Marcantonio Colonna
- Cardinale Giacinto Sigismondo Gerdil, B.
- Cardinale Giulio Maria della Somaglia
- Cardinale Carlo Odescalchi, S.I.
- Vescovo Eugène de Mazenod, O.M.I.
- Cardinale Joseph Hippolyte Guibert, O.M.I.
- Cardinale François-Marie-Benjamin Richard
- Vescovo Marie-Prosper-Adolphe de Bonfils
- Cardinale Louis-Ernest Dubois
- Cardinale Georges-François-Xavier-Marie Grente
- Arcivescovo Marcel-Marie-Henri-Paul Dubois
- Cardinale François Marty
- Cardinale Jean-Marie Lustiger

La successione apostolica è:
- Vescovo René-Lucien Picandet (1981)
- Arcivescovo Michel Louis Coloni (1982)
- Vescovo Adolphe-Maria Gustave Hardy (1985)
- Vescovo Claude Frikart, C.I.M. (1986)
- Arcivescovo Albert Jean-Marie Rouet (1986)
- Vescovo Guy Étienne Germain Gaucher, O.C.D. (1986)
- Cardinale André Armand Vingt-Trois (1988)
- Vescovo Georges Pierre Soubrier, P.S.S. (1988)
- Vescovo Jacques Jean Joseph Jules Perrier (1990)
- Vescovo Michel Pollien (1996)
- Vescovo Éric Aumonier (1996)
- Vescovo Olivier Jean-Marie Michel de Berranger, Ist. del Prado (1996)
- Vescovo Maurice Le Bègue de Germiny (1997)
- Vescovo Jean-Michel Di Falco (1997)
- Arcivescovo Pierre d'Ornellas (1997)
- Vescovo Dominique Marie Jean Rey, Comm. l'Emm. (2000)
- Vescovo Hervé Jean Luc Renaudin (2001)
- Vescovo Philippe Jean Louis Breton (2002)
- Vescovo Jean-Yves Riocreux (2003)
- Vescovo Michel Guyard (2003)

## Riconoscimenti
Il Consiglio di Parigi dell'11 giugno 2013, con delibera (2013 DU 156), ha modificato il nome del ponte sulla Senna, noto come Petit-Pont, in "Petit-Pont-Cardinal-Lustiger", in onore del cardinale.